# Kurilovec
Kurilovec je gradska četvrt u gradu Velikoj Gorici. Nekada je bio samostalno naselje, veće od Velike Gorice, ali je 1971. pripojen Velikoj Gorici kao mjesna zajednica, a 2001. kao gradska četvrt. Nalazi se na koordinatama 45°42′3″N 16°3′58″E / 45.70083°N 16.06611°E.
Iz Kurilovca je NK Kurilovec.

## Znamenitosti
Dvije drvene kurije: Jelačićeva i Josipovićeva.